# Louis Aimé Japy
Louis Aimé Japy, född 19 oktober 1839 i Bern, död 8 januari 1916 i Paris, var en fransk målare från Barbizonskolan. 
Hans arbete belönades med silvermedaljen vid den allmänna utställningen 1889, sedan den år 1900.
Louis Aimé Japy mottog insignierna Riddare av Hederslegionen 1906. 